# 霍科倫島
67°0′S 57°15′E / 67.000°S 57.250°E
霍科倫島（英語：Håkollen Island）是南極洲的島嶼，位於肯普地，長2公里，屬於厄于加倫島群的一部分，海拔高度100米，根據挪威探險隊拍攝的空中照片繪入地圖，現時由南極條約體系管理。